# سعادت (فیلم ۱۹۸۵)
«سعادت» (انگلیسی: Bliss) یک فیلم سینمایی کمدی-درام استرالیایی به کارگردانی ری لارنس با بازی بری اتو و جیا کاردیس محصول سال ۱۹۸۵ میلادی است.